# Jersey (stof)

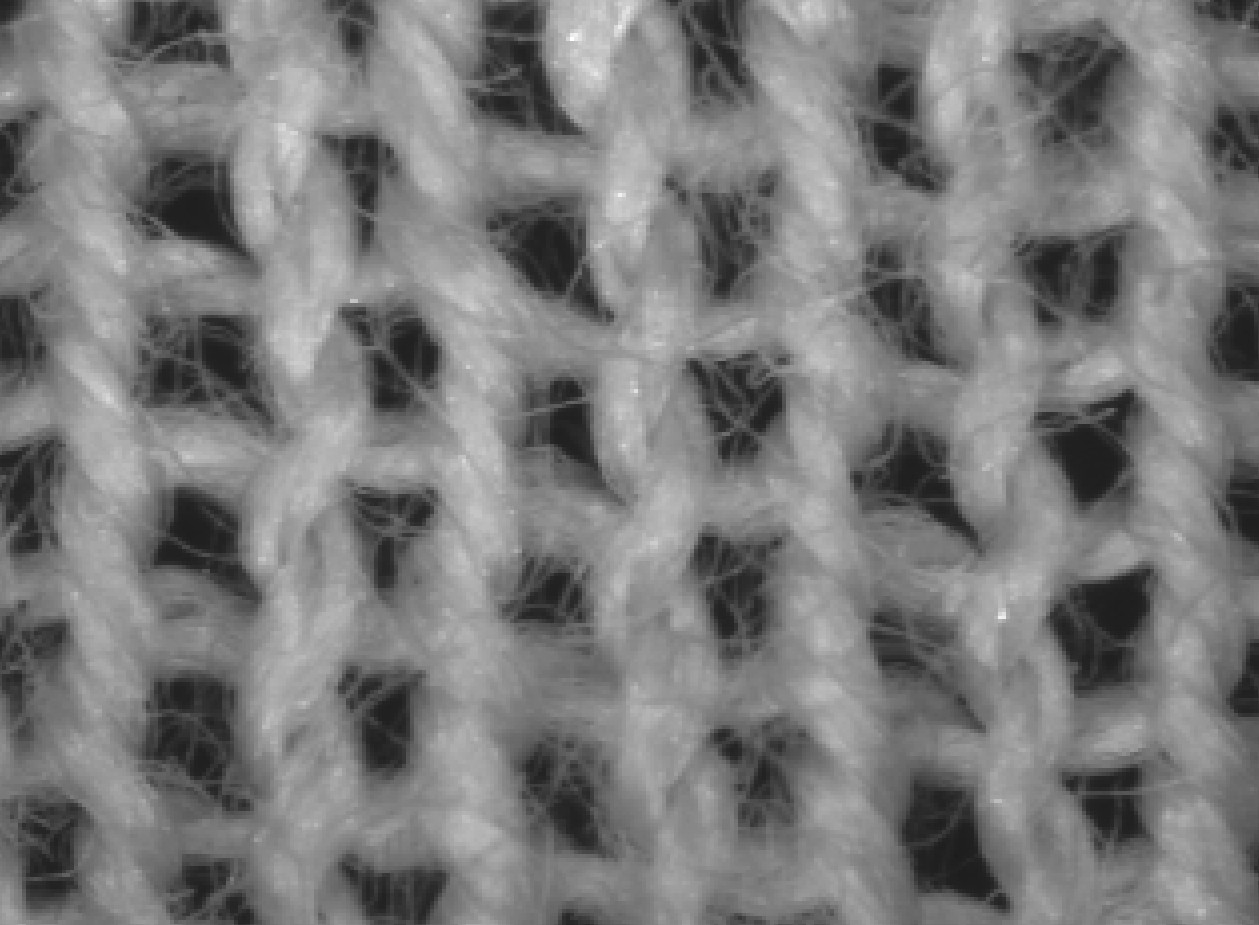
Voorzijde van gebreide Jersey sterk vergroot

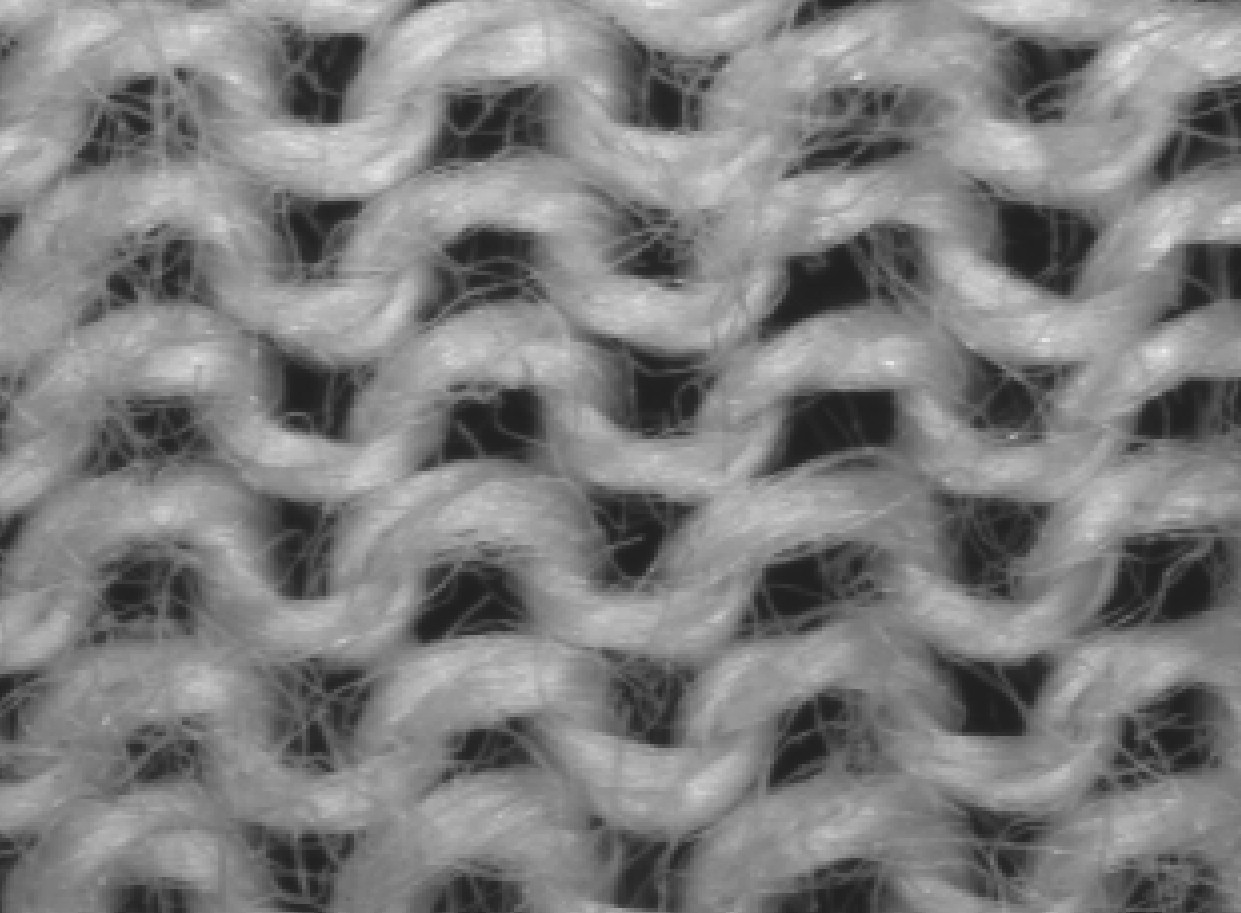
Achterzijde van gebreide Jersey sterk vergroot

Jersey is een machinaal gefabriceerde stof waar onder andere kleding van gemaakt kan worden. De grondstof (polyester, wol, katoen, enz.) is niet bepalend voor de benaming jersey. Jersey is geen echte stofsoort, maar een verzamelnaam voor een groep stoffen met een bepaalde breibinding. Echte jersey is gebreid in de rechts-links-binding. We noemen het dan ook meestal Single Jersey.
De term jersey wordt vooral in Engelstalige landen gehanteerd. In het Nederlands wordt meestal de (Franse) term tricot gebruikt. Het gaat in beide gevallen om dezelfde breitechniek.
Oorspronkelijk werden jerseytruien met de hand gebreid. Ze zijn marineblauw en bevatten het wapen van het eiland Jersey.
De stof is meestal erg fijn van structuur breiwerk en heeft ook de voor breisels normale elastische structuur in breedte en lengterichting, wat het dragen van single jersey kledingstukken comfortabel maakt. 
Van de katoenen single jersey worden ook vaak hoeslakens voor matrassen gemaakt die vanwege de rekbaarheid iets makkelijker om diverse formaten passen.